# 江孜地区
江孜地区是经中国国务院批复，西藏自治区在1980年代筹备设立的一个行署地区，但江孜地区一直没有正式成立。

## 历史
1983年10月7日，中国国务院【国函[1983]212号】批复设立江孜地区，管辖日喀则地区的亚东县、康马县、岗巴县、江孜县、仁布县、白朗县和山南地区的浪卡子县，行署驻江孜县江孜镇。
1986年4月23日，西藏自治区人民政府向国务院发出《关于不再恢复江孜地区的请示》。1986年9月12日，国务院【国函[1986]117号】批复撤消江孜地区，浪卡子县复归山南地区。